# Ferdinand Callebert
Ferdinand Callebert (né à Roulers le 7 février 1831 et mort dans la même ville le 3 février 1908), est un peintre belge et un directeur de l'académie communale des beaux-arts de Roulers. Il est également échevin de la ville de Roulers.
Second prix de Rome belge en 1857, son champ pictural couvre la peinture d'histoire, les sujets religieux et également les portraits. Sa facture artistique relève du classicisme, mais dans ses dernières œuvres, des influences impressionnistes se révèlent.

## Biographie

### Famille et formation
Ferdinand Joseph Callebert, né à Roulers le 7 février 1831, est le fils de Ferdinandus Josephus Callebert (1804-1891), entrepreneur blanchisseur et mandataire communal et de Rosa Deleye. Il fréquente le petit séminaire et l'académie de Roulers à partir de 1851. Ensuite, en 1853, il étudie à l'Académie royale des beaux-arts d'Anvers, où il remporte, en 1856, le prix d'excellence pour son tableau L'Empire romain et le christianisme. En 1857, il reçoit le deuxième prix de Rome grâce à sa Lapidation de saint Étienne. 
En 1860, il épouse Maria Ludovica Blieck (1836-1891) avec laquelle il a quatre fils : Jeroom (1865-1943), également peintre, Leo, Paul et Maurits,. À la même époque, il réalise, en qualité de photographe amateur des vues de Comines (1861-1862) et de Roulers (1863).
En 1864, il devient professeur à l'académie de Roulers, où il reste actif jusqu'à sa mort. En 1897, il devient directeur par intérim après la mort du premier directeur et fondateur Henri Horrie, puis directeur effectif en 1901. En 1907, ses anciens élèves et professeurs lui offrent un buste en reconnaissance de ses quarante années de dévouement à l'académie. Ce buste a été réalisé par l'ancien élève Jules Lagae.

### Rôles politiques
Ferdinand Callebert n'est pas seulement actif sur le plan artistique, mais aussi au point de vue de la politique. Le 16 octobre 1887, il devient conseiller communal du parti catholique. Il succède à son père, lequel était conseiller communal sans interruption depuis 1836. Le 20 juin 1890, il devient échevin de l'état civil et occupe ce poste jusqu'en 1907. En plus de toutes ces activités, il possède également une entreprise textile sur la grand-place.

### Mort
Veuf depuis 1891, Ferdinand Callebert meurt à Roulers, à l'âge de 76 ans, le 3 février 1908.

## Œuvres
Les peintures de Callebert couvrent des domaines divers. Portraitiste prolifique, beaucoup de ses œuvres sont également de nature religieuse. Il réalise notamment le chemin de croix pour l'église Saint-Michel de Roulers et le monastère local de l'ordre de Sainte-Claire, ainsi que celui de l'église des Capucins d'Ostende (1870). Il peint également des sujets profanes. Si son style est toujours demeuré classique, dans ses dernières œuvres, des influences impressionnistes se révèlent lorsqu'il a le libre choix du sujet. Le tableau de Callebert L'Arche de Noë de 1885 est conservé à l'hôtel de ville de Roulers, ainsi que sa Lapidation de Saint-Étienne.